# Syrinx aruanus
Pour les articles homonymes, voir Syrinx.
Trompette australienne, Trompette fausse
Espèce
Synonymes
- voir paragraphe #Synonymes

Syrinx aruanus, communément appelé Trompette australienne ou Trompette fausse, est une espèce d'escargots de mer extrêmement grande mesurant jusqu'à 91 cm de long et pesant jusqu'à 18 kg. C'est un mollusque gastéropode marin de la famille des Turbinellidae, et seul représentant du genre Syrinx . 
Il s'agit de la plus grande espèce d'escargot (gastéropode à coquille) existante dans le monde, et sans doute le plus gros (et plus lourd) gastéropode du monde. Bien que la coquille soit elle-même assez bien connue des collectionneurs de coquillages en raison de sa taille extraordinaire, on en sait peu sur l'écologie et le comportement de l'espèce, exception faite d'une étude sur ses habitudes alimentaires. 

## Taxonomie

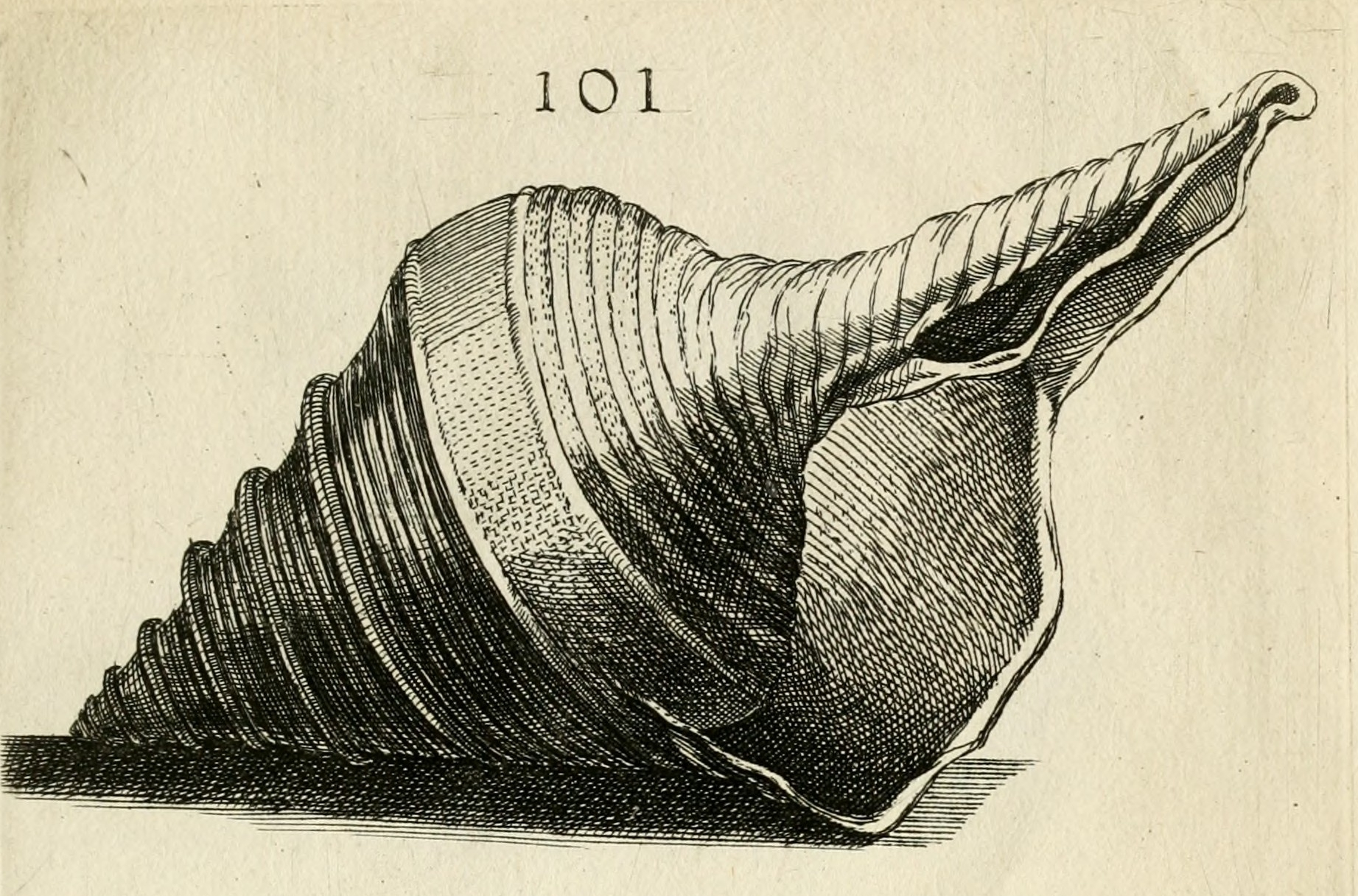
1681 gravure d'une coquille de Syrinx aruanus par Filippo Bonanni. Ici, l'enroulement de la coque semble être inversé, cela est dû au processus de gravure.

En 1681, Filippo Bonanni dépeignit cette espèce dans l'un des premiers livres jamais publiés qui fussent uniquement consacrés aux coquillages, « Ricreatione dell 'occhio e dela mente nell oservation' delle Chiociolle, proposta a 'curiosi delle opere della natura, & c. ».  
Les affinités taxonomiques de Syrinx aruanus n'ont pas été correctement comprises pendant longtemps. Jusqu'à une date assez récente, il appartenait à la famille des Melongenidae. Un aperçu taxonomique détaillé de cette espèce a été fourni par Harasewych & Petit (1989). 

## Synonymes
- Fusus proboscidiferus Lamarck, 1822[2]
- Murex aruanus Linnaeus, 1758[2]

## Description
Il s'agit du plus gros gastéropode à coquille récent (par opposition aux fossiles) et du plus grand gastéropode à coquille en poids. (Cependant, le plus gros gastéropode ou limace sans coquille est Aplysia vaccaria, un lièvre de mer géant connu sous le nom de lièvre de Californie. Le plus grand A. vaccaria a été mesuré à 99 cm de longueur et pesant près de 14 kg). Une très grande espèce de gastéropode fossile est Campanile giganteum . 
La hauteur totale (également connue sous le nom de longueur) de la coquille de S. aruanus peut atteindre 91 cm (voir également Hawaiian Shell News, 1982). Le poids de la coque est d'environ 1 800 g. 

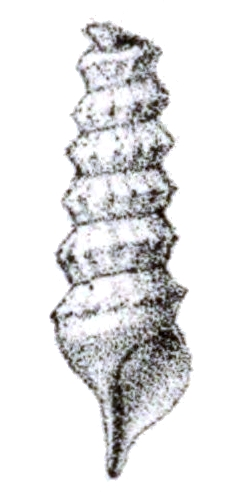
Dessin d'une protoconque, de Tryon, 1887.

La coquille est généralement de couleur abricot pâle, mais durant sa vie, elle est recouverte d'un épais périostracum brun ou gris. La couleur de la coquille peut devenir jaune crème. La coquille entière a une forme de fuseau. La flèche de la coquille est haute. Les verticilles ont généralement une forte quille  qui peut contenir des nodules.  La coquille a un long canal siphonal. Il n'y a pas de plis sur la columelle, contrairement à certains autres genres de la même famille. 
Les coquilles juvéniles présentent une longue en forme de tour protoconque ou coquille embryonnaire de 5 verticilles, qui est généralement perdu chez l'adulte. Ce protoconque est d'environ 25 mm de long et ressemble tellement peu à la coquille adulte qu'il a été décrit par George Washington Tryon en 1887 comme une espèce différente. 
Le poids de l'animal (y compris la coquille) peut aller jusqu'à 18 kg. La radula de cette espèce a été décrite en détail par Wells et al. (2003).  

## Distribution

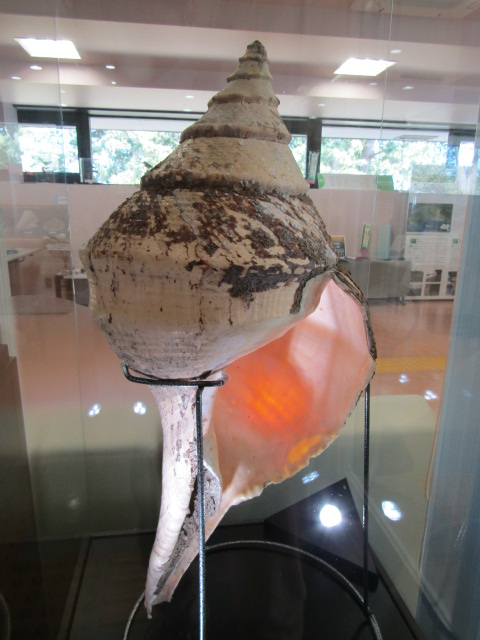
Dans le Endo Shell Museum.

Cette espèce est présente dans la moitié nord de l'Australie et dans les zones adjacentes, y compris l'est de l'Indonésie et la Papouasie-Nouvelle-Guinée. 

## Écologie
Ces escargots géants vivent sur des fonds sablonneux dans la zone intertidale et sublittorale jusqu'à environ 30 m. Là où il n'a pas été surexploité, cet escargot est localement commun (Abbott et Dance, 1982). 
Cette espèce carnivore est spécialisée dans l'alimentation des vers polychètes des genres Polyodontes (Acoetidae), Loimia (Terebellidae) et Diopatra (Onuphidae). Il peut sembler improbable qu'un gastéropode aussi gros se nourrisse de vers, mais les vers de la famille des Acoetidae comprennent les plus grands polychètes, avec une longueur de plus d'un mètre. Ces vers vivent dans des tubes ; Syrinx aruanus peut les atteindre avec sa trompe, qui a une longueur allant jusqu'à 250 mm.

## Utilisations par l'homme
Cette espèce est pêchée à la fois pour sa très grosse coquille et pour sa chair comestible, qui est parfois utilisée comme appât. La coquille est vendue pour les collections de coquillages et est utilisée comme source de chaux.  Une autre utilisation de sa coquille est comme porteur d'eau. 

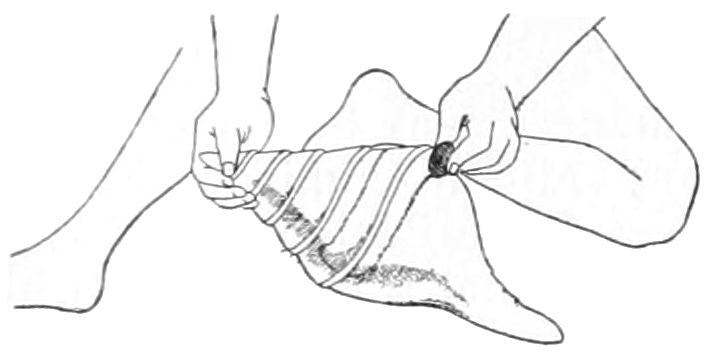
Dessin de la création d'une épingle à nez à partir de la coquille de Syrinx aruanus.

Les peuples aborigènes d'Australie qui vivent sur la rivière Pennefather dans le Queensland, utilisent (ou ont utilisé) une épingle à nez en forme de demi-lune connue sous le nom d’imina qui est fabriquée à partir de la coquille de Syrinx aruanus. Cette épingle à nez est utilisée uniquement par les hommes ; les femmes utilisent plutôt un morceau d'herbe. Afin de fabriquer l'une de ces épingles à nez, si la coquille de Syrinx est fraîche, elle peut être travaillée immédiatement, mais si elle est séchée, la coquille est d'abord trempée pendant deux ou trois jours dans de l'eau. Après cela, une partie de la coquille qui est près de la suture et de la quille sur le verticille du corps est déchiquetée à l'aide d'une pierre, (voir image), puis est broyée avec de l'eau. L'objet en forme de côte résultant est utilisé comme épingle à nez. 

## Voir également
- Triplofusus giganteus, la plus grande espèce d'escargot de mer vivant des Amériques